# Abbaye de Nepomuk
L’abbaye de Nepomuk est une ancienne abbaye cistercienne située en République tchèque. Fondée en 1145, elle est ruinée en 1420 lors des guerres hussites. La vie monastique se poursuit cependant durant plus d'un siècle, jusqu'à son arrêt définitif en 1558.

## Historique

### Fondation
L'abbaye est fondée au XIIe siècle par des moines de l'abbaye d'Ebrach. Les historiens supposent, mais sans pouvoir l'étayer par des documents d'époque, que Vladislav II de Bohême a participé à l'établissement de la communauté à Nepomuk.

### Développement
L'abbaye se développe et devient l'une des plus riches de Bohême, notamment grâce aux activités d'extraction d'or et d'argent aux XIIIe et XIVe siècles. Son aire d'influence s'étend alors sur trois bourgades et une centaine de villages.

### Destruction
En 1420, durant les croisades contre les hussites, ces derniers incendient l'abbaye. Néanmoins, les moines restent sur place et poursuivent la vie monastique. Le village s'agrandit considérablement à partir de 1420, les habitants utilisant le monastère comme carrière de pierres.

## Architecture
Ne restent de l'abbaye après l'incendie de 1420 que quelques murs comprenant des arcades gothiques.